# A Slave of Vanity
A Slave of Vanity è un film muto del 1920 diretto da Henry Otto.
Il soggetto, basato sul lavoro teatrale di Arthur Wing Pinero, era già stato portato sullo schermo nel 1916 con Iris, un film britannico prodotto e diretto da Cecil M. Hepworth.

## Trama
Rimasta vedova, Iris Bellamy perderebbe tutta l'eredità se si risposasse. Ancora giovane, Iris si dibatte tra l'amore di Laurence Trenwith, follemente innamorato di lei ma anche povero in canna, e quello del ricchissimo Frederick Maldonado, un ripugnante italiano. Laurence parte per cercare fortuna ma Iris, alla quale è stato rubato tutto il suo patrimonio da un amministratore disonesto, rifiuta di seguirlo.
La donna sta per cedere a Maldonado quando Laurence ritorna. Furioso, l'italiano la butta fuori di casa. Ormai disperata... Iris scopre che è stato tutto un sogno. Di conseguenza decide di seguire il cuore e sceglie l'amore di Laurence, preferendolo al denaro di Maldonado.

## Produzione
Il film fu prodotto dalla Robertson-Cole Pictures Corporation.

## Distribuzione
Distribuito dalla Robertson-Cole Distributing Corporation, uscì nelle sale cinematografiche USA il 28 novembre 1920.
Attualmente, la pellicola viene considerata perduta.